# Opius difficillimus
Opius difficillimus är en stekelart som beskrevs av Fischer 1958. Opius difficillimus ingår i släktet Opius och familjen bracksteklar. Inga underarter finns listade i Catalogue of Life.